# Aeropuerto Internacional Silvio Pettirossi
El Aeropuerto Internacional Silvio Pettirossi (AISP) (IATA: ASU, OACI: SGAS) es el aeropuerto con mayor actividad y conexiones del Paraguay. Está ubicado en la ciudad de Luque, sirviendo así a toda el área metropolitana de Asunción e indirectamente a la ciudad de Clorinda, provincia de Formosa, Argentina.
El nombre del aeropuerto corresponde al célebre aviador paraguayo Silvio Pettirossi. Fue conocido anteriormente como Aeropuerto Internacional Presidente Stroessner, nombre adoptado durante el gobierno de facto de Alfredo Stroessner, el aeropuerto sería nombrado como Silvio Pettirossi después del derrocamiento del dictador.

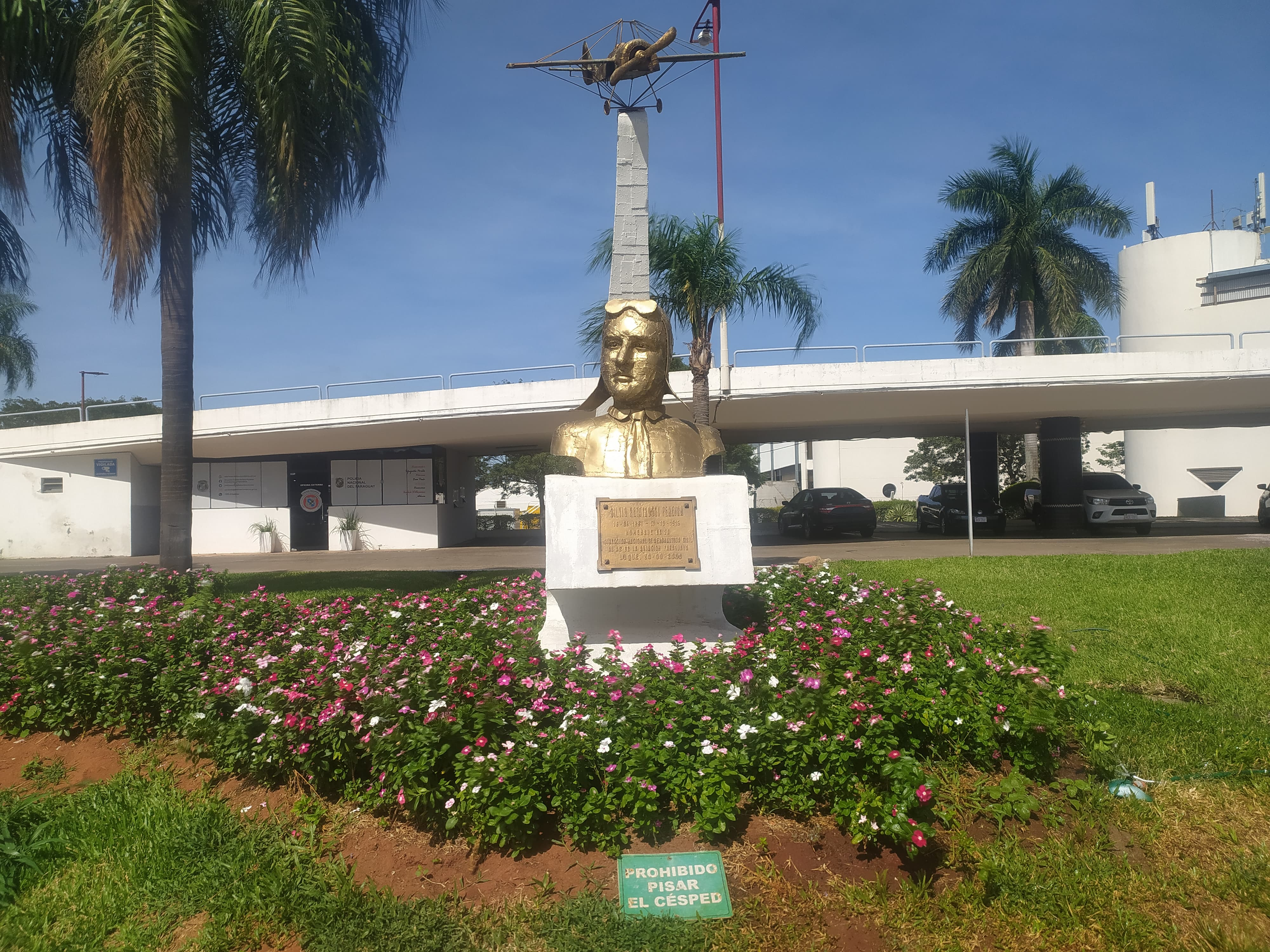
Monumento al aviador paraguayo Silvio Pettirossi.

El Aeropuerto Silvio Pettirossi se ubica en cercanías del parque Parque Ñu Guasu, el Parque Guasu Metropolitano, la base de la Fuerza Aérea Paraguaya, la Primera Brigada Aérea (Grupo Aerotáctico) y la Confederación Sudamericana de Fútbol con su Centro de Convenciones y el Hotel Bourbón. A 10 minutos de distancia se encuentra el Distrito Financiero de Asunción donde están ubicadas las principales cadenas hoteleras internacionales y los principales centros comerciales.

## Historia

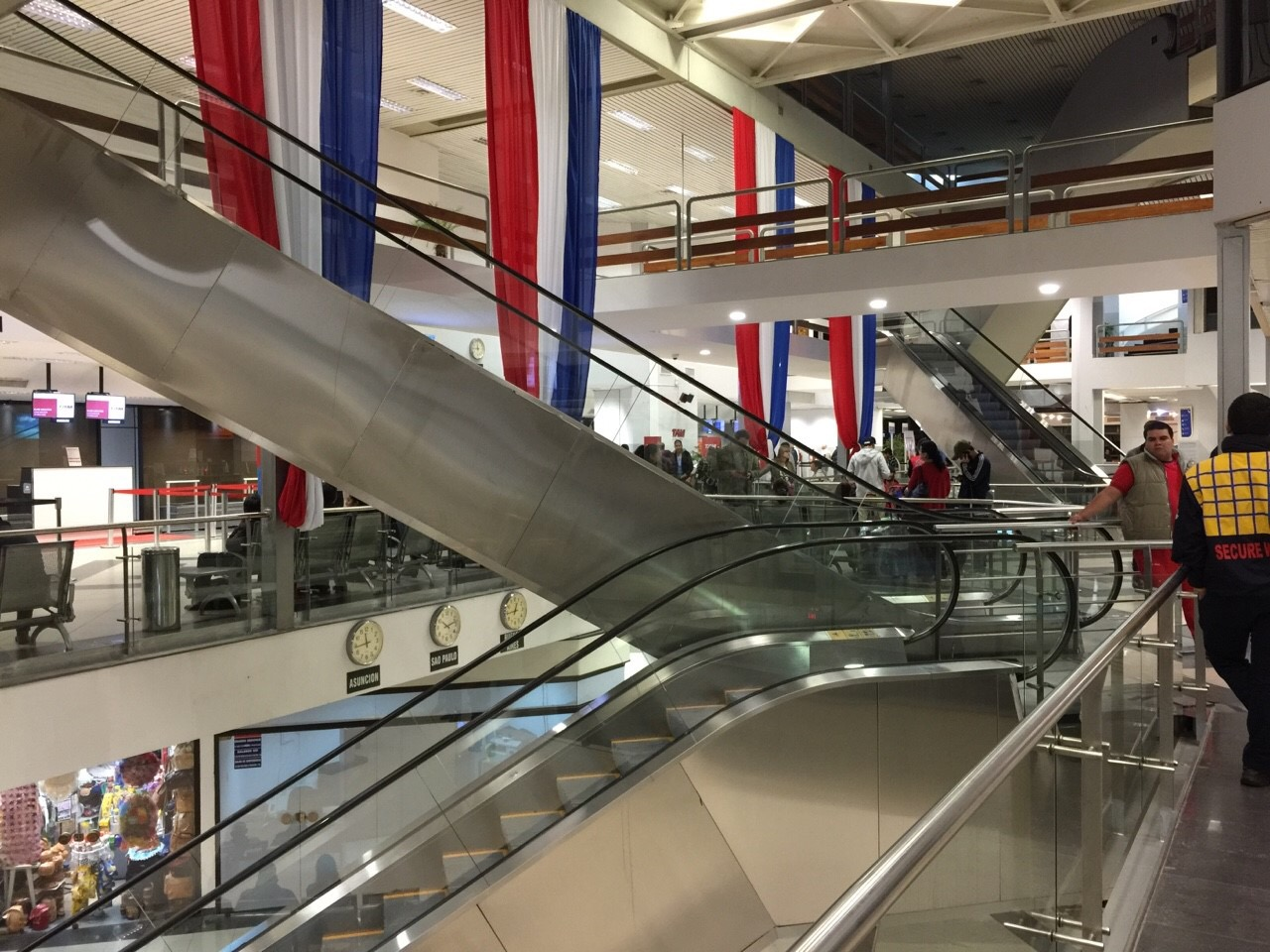
Interior del aeropuerto.

Se inauguró el 20 de marzo de 1980 en la actual ubicación, durante el régimen militar de Alfredo Stroessner, y fue bautizado como Aeropuerto Internacional "Presidente Stroessner" en honor al propio dictador. Tras el derrocamiento de Stroessner y la restauración de la democracia en 1989, volvió a llamarse Aeropuerto Internacional "Silvio Pettirossi" -en recuerdo de Silvio Pettirossi, pionero de la aviación paraguaya-.  Entre 1938 y 1980, el aeropuerto Silvio Pettirossi operaba donde hoy día se encuentra el edificio del Grupo Aerotáctico de la Fuerza Aérea Paraguaya.
La obra del nuevo aeropuerto inaugurado en 1980, costó cerca de USD 35 millones, fue llevada a cabo por la constructora Benito Roggio e Hijos S.A. y ECCA S.A.; a cargo de los arquitectos Raña Veloso, Forster, Torcello y Decoud, mediante la ley N.º 618 de fecha 22 de diciembre de 1976.
Desde sus inicios, en el Aeropuerto Silvio Pettirossi operaban numerosas aerolíneas extranjeras y nacionales, como las extintas Líneas Aéreas Paraguayas (LAP). En 2006, este aeropuerto pasó por su peor momento; sólo operaban dos aerolíneas: LATAM Paraguay y Gol Líneas Aéreas. En el año 2020 también se dio el mismo escenario negativo debido a la Pandemia de COVID-19, bajando del promedio anual de 1 millón de pasajeros anuales a solo 300.000 pasajeros anuales.
Actualmente operan en total de once aerolíneas de siete países. El aeropuerto sirve como centro de operaciones de LATAM Paraguay, Paranair y Sol del Paraguay.
El edificio de la terminal se divide en dos plataformas: la plataforma norte (puertas 5 y 6) y la plataforma sur (puertas 1-4). En total 6 mangas telescópicas operan para atender los vuelos nacionales e internacionales. El 26 de diciembre de 2012 iniciaron las obras de ampliación y refacción del aeropuerto, duplicando la cantidad de pasajeros que circulen por esta terminal a 2 millones por año.

## Operatividad

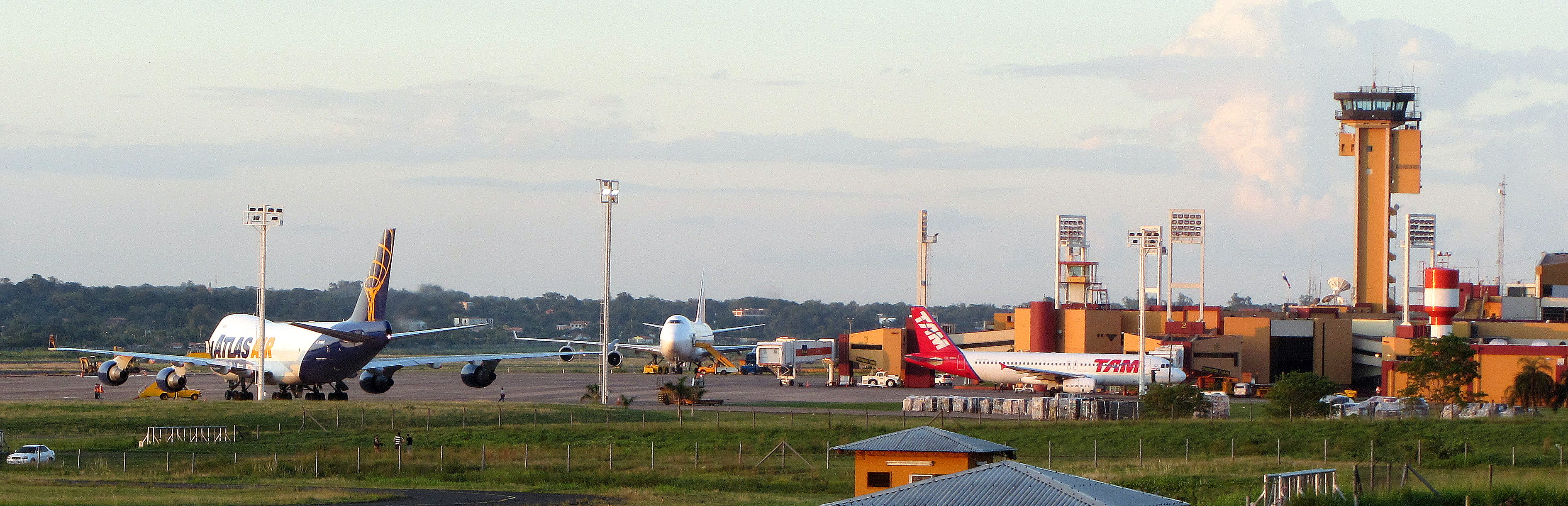
Aeropuerto Internacional Silvio Pettirossi, aspecto de la terminal de pasajeros y la plataforma de cargas.

El aeropuerto Silvio Pettirossi es de uso mixto: civil-militar, nacional-internacional y cargas aéreas. Comparte sus pistas con la Base Aérea Ñu Guasu de la Fuerza Aérea Paraguaya.
La terminal de cargas operada por la Administración Nacional de Aduanas de Paraguay, está integrada a la terminal internacional y los vuelos nacionales son atendidos al mismo tiempo que los vuelos internacionales.

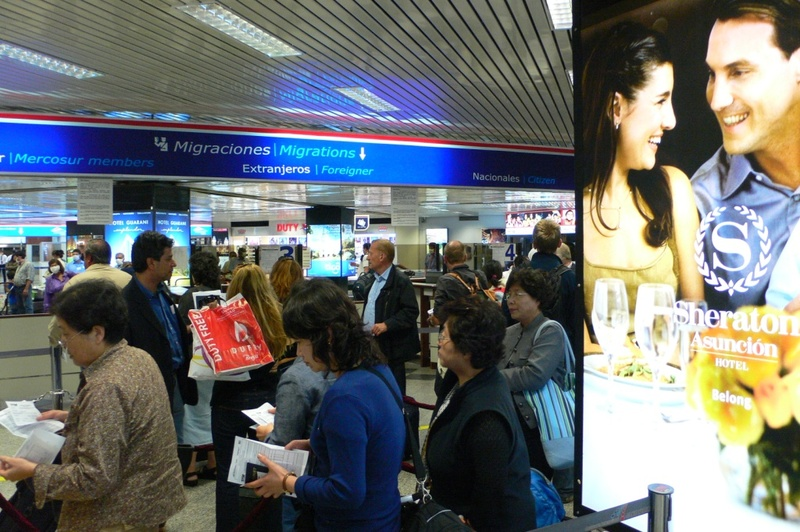
Control de pasaportes del Aeropuerto Silvio Pettirossi, dividiendo a los pasajeros en tres categorías: Ciudadanos Mercosur, Extranjeros y Nacionales del Paraguay

## Estadísticas
Ver fuente y consulta Wikidata.

## Aerolíneas y destinos

### Pasajeros
| Destinos por aerolínea                      | Destinos por aerolínea | Destinos por aerolínea |
| Aerolíneas                                  | Ciudades | Alianza                |
| ------------------------------------------- | --- | ---------------------- |
| Aerolíneas Argentinas                       | Buenos Aires-Aeroparque | SkyTeam                |
| Air Europa                                  | Madrid | SkyTeam                |
| Azul Linhas Aéreas Brasileiras              | Campinas, Florianópolis, Recife | N/A                    |
| Boliviana de Aviación                       | Santa Cruz de la Sierra | N/A                    |
| Copa Airlines                               | Ciudad de Panamá | Star Alliance          |
| Gol Linhas Aéreas                           | São Paulo | N/A                    |
| JetSMART Argentina                          | Buenos Aires-Aeroparque | N/A                    |
| LATAM Paraguay                              | Lima, Santiago de Chile, São Paulo | N/A                    |
| Paranair                                    | Buenos Aires-Aeroparque, Córdoba, Florianópolis (estacional), Montevideo, Río de Janeiro (estacional), Punta del Este (estacional), Salta, Salto (vía MVD), San Salvador de Jujuy, Santa Cruz de la Sierra | N/A                    |
| Total: 17 destinos, 8 países, 19 aerolíneas | |                        |

### Destinos internacionales

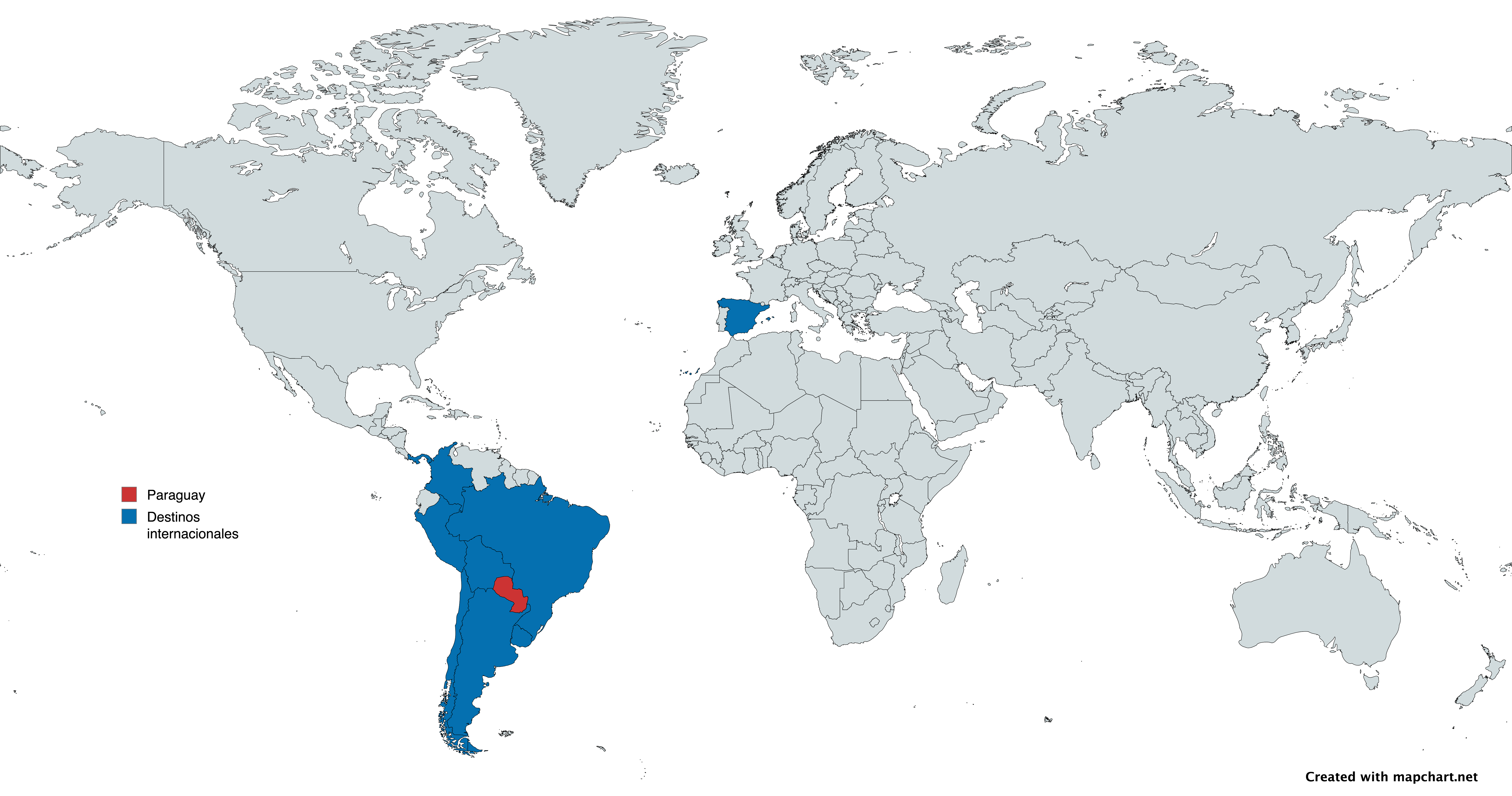
Destinos internacionales que opera el Aeropuerto Internacional Silvio Pettirossi

| Destinos                                                    | Aeropuertos                                                       | Aerolíneas                                                          | Aeronaves               | Frecuencias semanales |
| Centroamérica                                               | Centroamérica                                                     | Centroamérica                                                       | Centroamérica           | Centroamérica         |
| ----------------------------------------------------------- | ----------------------------------------------------------------- | ------------------------------------------------------------------- | ----------------------- | --------------------- |
| Panamá (1 destino, 1 aerolínea)                             |                                                                   |                                                                     |                         |                       |
| Ciudad de Panamá                                            | Aeropuerto Internacional de Tocumen                               | Copa Airlines                                                       | B738, B39M              | 14                    |
| Sudamérica                                                  |                                                                   |                                                                     |                         |                       |
| Argentina (5 destinos, 3 aerolíneas)                        |                                                                   |                                                                     |                         |                       |
| Buenos Aires                                                | Aeroparque Jorge Newbery                                          | Aerolíneas Argentinas / JetSMART Argentina / Paranair               | B738 / A320 / CRJ-200ER | 39                    |
| Córdoba                                                     | Aeropuerto Internacional Ingeniero Aeronáutico Ambrosio Taravella | Paranair                                                            | CRJ-200ER               | 4                     |
| Salta                                                       | Aeropuerto Internacional de Salta Martín Miguel de Güemes         | Paranair                                                            | CRJ-200ER               | 2                     |
| San Salvador de Jujuy                                       | Aeropuerto Internacional Gobernador Horacio Guzmán                | Paranair                                                            | CRJ-200ER               | 2                     |
| Brasil (6 destinos, 4 aerolíneas)                           |                                                                   |                                                                     |                         |                       |
| Campinas                                                    | Aeropuerto Internacional de Viracopos                             | Azul Linhas Aéreas Brasileiras                                      | E195                    | 4                     |
| Curitiba                                                    | Aeropuerto Internacional Afonso Pena                              | Azul Linhas Aéreas Brasileiras                                      | E195                    | 4                     |
| Florianópolis                                               | Aeropuerto Internacional Hercílio Luz                             | Azul Linhas Aéreas Brasileiras (estacional) / Paranair (estacional) | E195 / CRJ-200ER        | 5                     |
| Recife                                                      | Aeropuerto Internacional de Guararapes                            | Azul Linhas Aéreas Brasileiras (estacional)                         | E195                    | 5                     |
| Río de Janeiro                                              | Aeropuerto Internacional Antônio Carlos Jobim                     | Paranair (estacional)                                               | CRJ-200ER               | 3                     |
| São Paulo                                                   | Aeropuerto Internacional de São Paulo-Guarulhos                   | Gol Linhas Aéreas / LATAM Paraguay                                  | B738 / A320             | 19                    |
| Bolivia (1 destino, 2 aerolíneas)                           |                                                                   |                                                                     |                         |                       |
| Santa Cruz de la Sierra                                     | Aeropuerto Internacional Viru Viru                                | Boliviana de Aviación / Paranair                                    | B738 / CRJ-200ER        | 10                    |
| Chile (1 destino, 1 aerolínea)                              |                                                                   |                                                                     |                         |                       |
| Santiago de Chile                                           | Aeropuerto Internacional Arturo Merino Benítez                    | LATAM Paraguay                                                      | A320, A320N             | 7                     |
| Colombia (1 destino, 1 aerolínea)                           |                                                                   |                                                                     |                         |                       |
| Bogotá                                                      | Aeropuerto Internacional El Dorado                                | Avianca                                                             | A320N                   | 3                     |
| Perú (1 destino, 1 aerolínea)                               |                                                                   |                                                                     |                         |                       |
| Lima                                                        | Aeropuerto Internacional Jorge Chávez                             | LATAM Paraguay                                                      | A320, A320N             | 7                     |
| Uruguay (3 destinos, 1 aerolínea)                           |                                                                   |                                                                     |                         |                       |
| Montevideo                                                  | Aeropuerto Internacional de Carrasco                              | Paranair                                                            | CRJ-200ER               | 14                    |
| Punta del Este                                              | Aeropuerto Internacional de Laguna del Sauce                      | Paranair (estacional)                                               | CRJ-200ER               | 4                     |
| Salto                                                       | Aeropuerto Internacional Nueva Hespérides                         | Paranair (vía MVD)                                                  | CRJ 200                 | 2                     |
| Europa                                                      |                                                                   |                                                                     |                         |                       |
| España (1 destino, 1 aerolínea)                             |                                                                   |                                                                     |                         |                       |
| Madrid                                                      | Aeropuerto Adolfo Suárez Madrid-Barajas                           | Air Europa                                                          | B788, B789              | 5                     |
| Total: 18 destinos (6 estacionales), 9 países, 9 aerolíneas |                                                                   |                                                                     |                         |                       |

### Terminal de carga
| Aerolíneas          | Destinos                                                        |
| ------------------- | --------------------------------------------------------------- |
| Air Class           | Buenos Aires, Montevideo-Carrasco                               |
| Avianca Cargo       | Bogotá, Miami, Montevideo, Santiago de Chile                    |
| Centurion Air Cargo | Miami, Ciudad del Este                                          |
| Copa Airlines Cargo | Bogotá, Ciudad de Panamá-Tocumen, Montevideo, Santiago de Chile |
| LATAM Cargo         | Buenos Aires, Miami, Santiago de Chile                          |
| LATAM Cargo Brasil  | Miami                                                           |
| Lufthansa Cargo     | Miami, Ciudad del Este                                          |

## Destinos cesados

### Aerolíneas extintas
| Aerolíneas                     | Destinos |
| ------------------------------ | --- |
| Ad Maiora Líneas Aéreas        | Encarnación |
| AeroPerú                       | Lima |
| Aerosur                        | Santa Cruz de la Sierra |
| Amaszonas                      | Santa Cruz de la Sierra |
| Austral Líneas Aéreas          | Buenos Aires-Aeroparque, Buenos Aires-Ezeiza, Córdoba, Corrientes, Formosa, Resistencia |
| Braniff International          | Miami, Nueva York |
| BQB Líneas Aéreas              | Montevideo-Carrasco, Punta del Este, Salto |
| Eastern Airlines               | Miami, La Paz |
| Ladeco                         | Iquique, Santiago de Chile |
| LADESA                         | Ciudad del Este |
| Líneas Aéreas Paraguayas       | Bogotá, Bruselas, Buenos Aires, Ciudad de México, Ciudad de Panamá, Fráncfort, Guayaquil, Jujuy, La Paz, Lima, Madrid, Miami, Montevideo, Nueva York, Quito, Recife, Resistencia, Río de Janeiro, Salta, Salvador, Santa Cruz de la Sierra, Santiago de Chile, São Paulo, Toronto |
| Lloyd Aéreo Boliviano          | La Paz, Santa Cruz de la Sierra |
| Panair do Brasil               | Río de Janeiro, Santiago de Chile |
| Pluna                          | Montevideo |
| Sol del Paraguay Líneas Aéreas | Ciudad del Este, Encarnación, Pedro Juan Caballero |
| TAGUA                          | Encarnación |
| Varig                          | Córdoba, Río de Janeiro, São Paulo |

### Aerolíneas operativas
| Aerolíneas        | Destinos |
| ----------------- | --- |
| Air Europa        | Córdoba, Puerto Iguazú |
| American Airlines | Miami |
| Eastern Air Lines | Miami |
| Flybondi          | Buenos Aires-El Palomar |
| LATAM Chile       | Iquique |
| LATAM Paraguay    | Buenos Aires-Aeroparque, Buenos Aires-Ezeiza, Caracas, Ciudad del Este, Cochabamba, Concepción, Córdoba, Curitiba, Iquique, La Paz, Mariscal Estigarribia, Montevideo, Río de Janeiro, Vallemí |
| Paranair          | Campo Grande, Corrientes, Pedro Juan Caballero, Salta, Santiago de Chile, São Paulo, Ciudad del Este                                                                                           |

## Accesos al aeropuerto

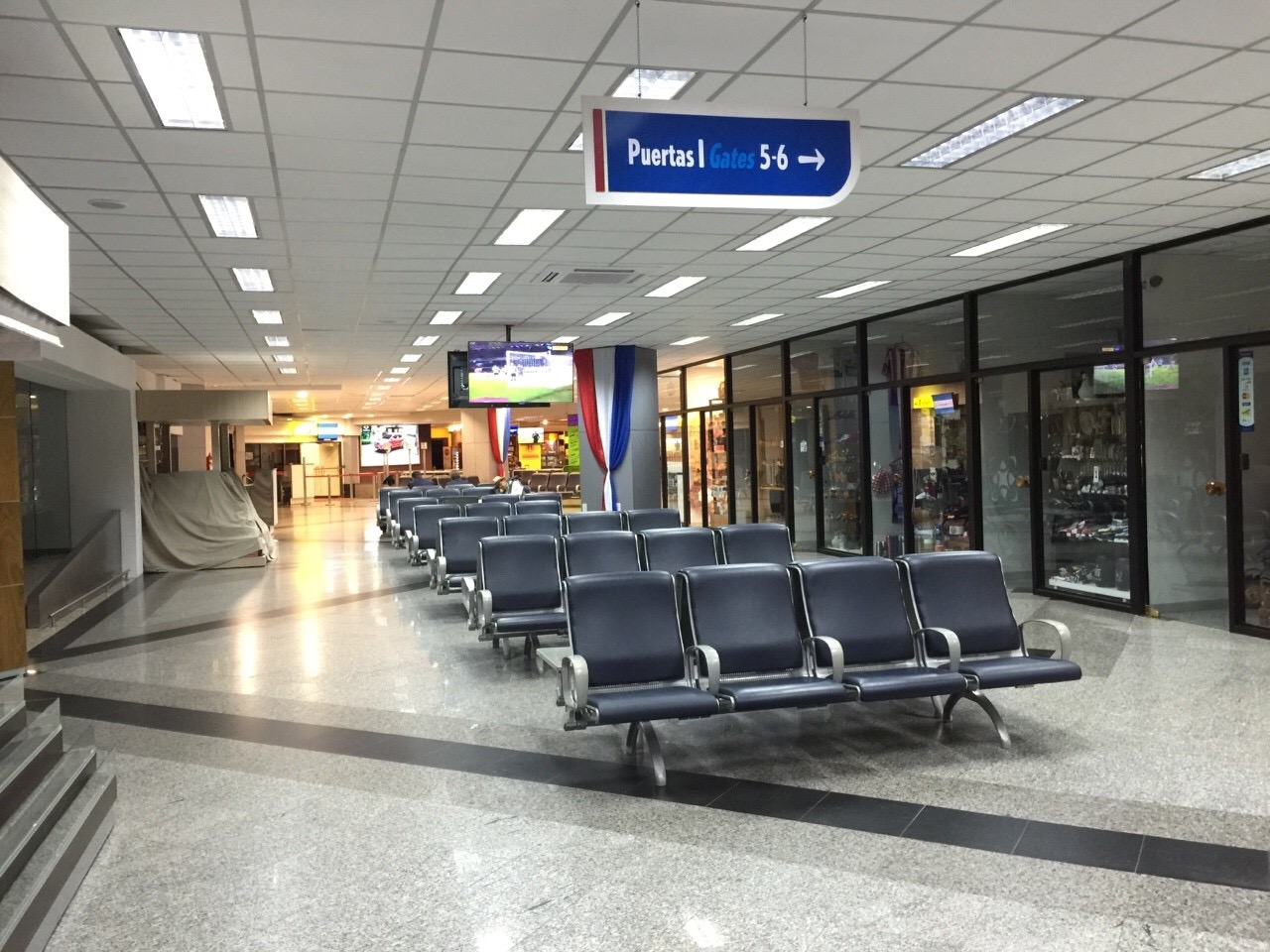
Interior del aeropuerto.

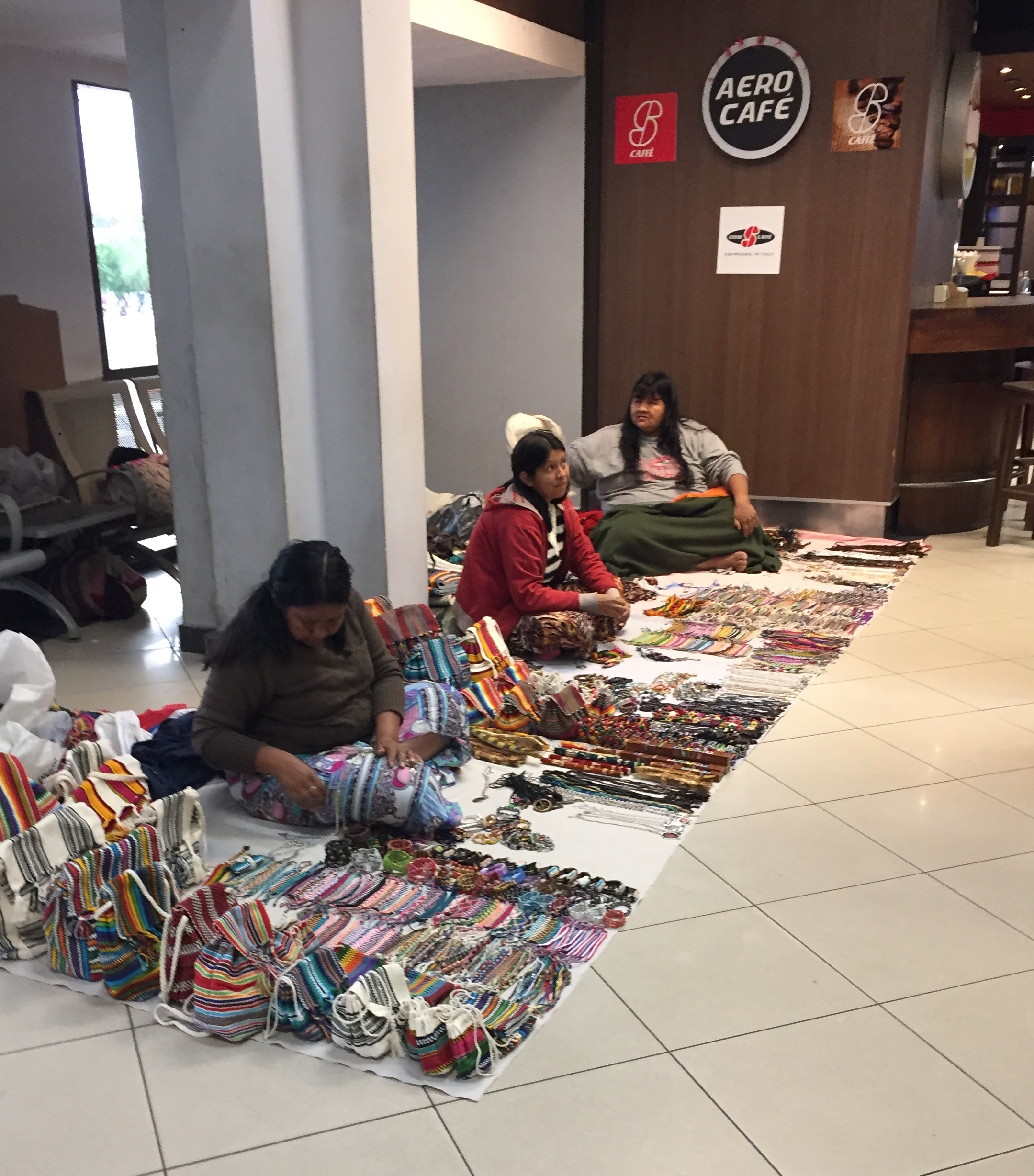
Vendedoras de artesanías indígenas en el aeropuerto.

El principal acceso al aeropuerto es la Autopista Silvio Pettirossi, que luego pasa a ser la Avda. Aviadores del Chaco y conecta directo con el centro financiero y corporativo de Asunción. La Línea 30 de autobús conecta este aeropuerto con el Centro Financiero (Avda. Aviadores del Chaco) y el Centro Histórico de Asunción. La empresa NSA - Nuestra Señora de la Asunción conecta al aeropuerto con distintos puntos del país, incluyendo países vecinos como Argentina y Brasil.
La segunda opción y la más rápida para llegar al centro histórico y administrativo de Asunción es la Autopista Ñu Guasu, comienza en la ciudad de Luque y atraviesa la autopista Silvio Pettirossi, una amplia vía que brinda mayor comodidad a los turistas. La misma llega hasta el jardín botánico y zoológico de Asunción donde se une con las avenidas Artigas y Costanera Norte ambas con el centro de Asunción como destino final.
El aeropuerto no tiene ninguna conexión ferroviaria con la ciudad de Asunción. Sin embargo esta en proyección un tren que circule por la Autopista Ñu Guasu con un ramal al aeropuerto.

### Otros aeropuertos de Paraguay
Otros aeropuertos importantes de Paraguay son el Aeropuerto Internacional Guaraní de Minga Guazu, el Aeropuerto Teniente Amín Ayub González de Encarnación y el Aeropuerto Doctor Luis María Argaña de Mariscal Estigarribia.